# Sicarius von Brantôme

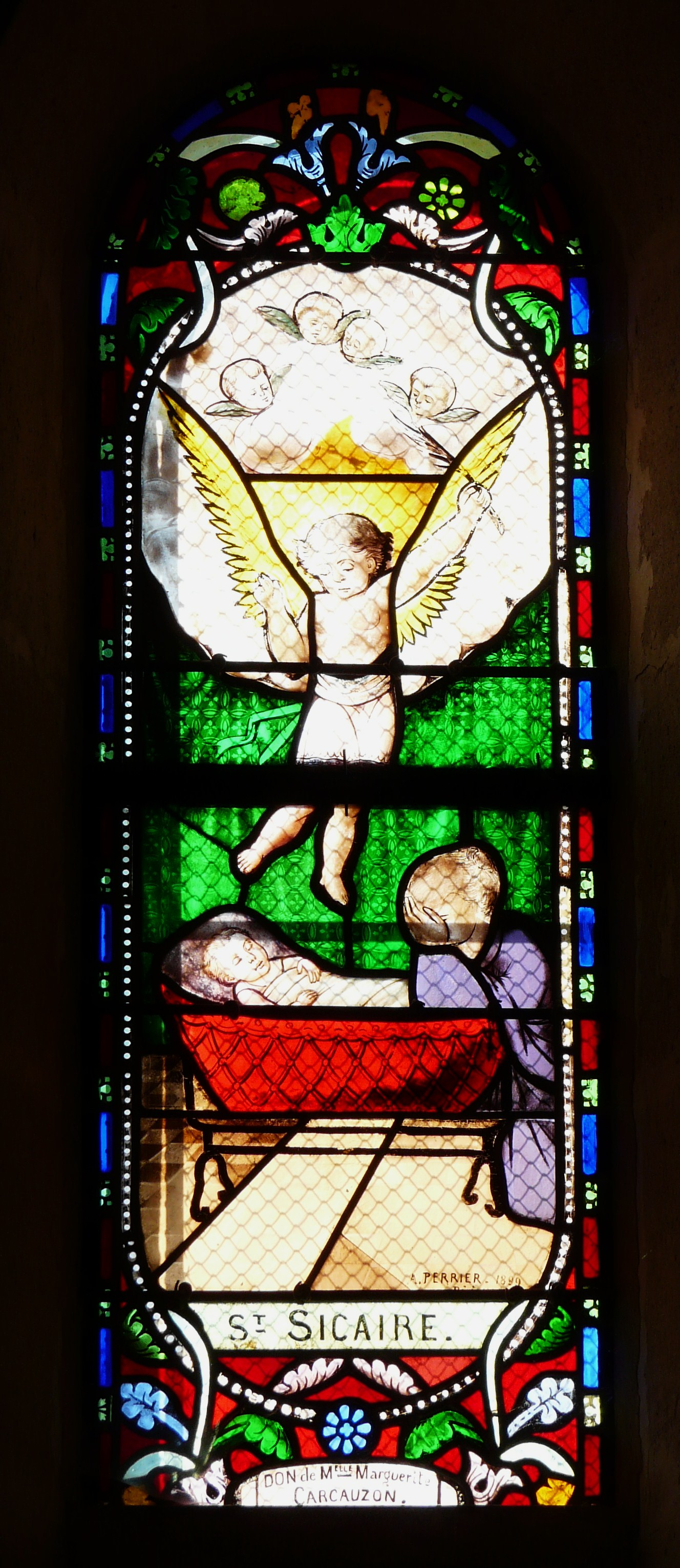
Hl. Sicarius; Glasfenster in der Kirche von Montagrier

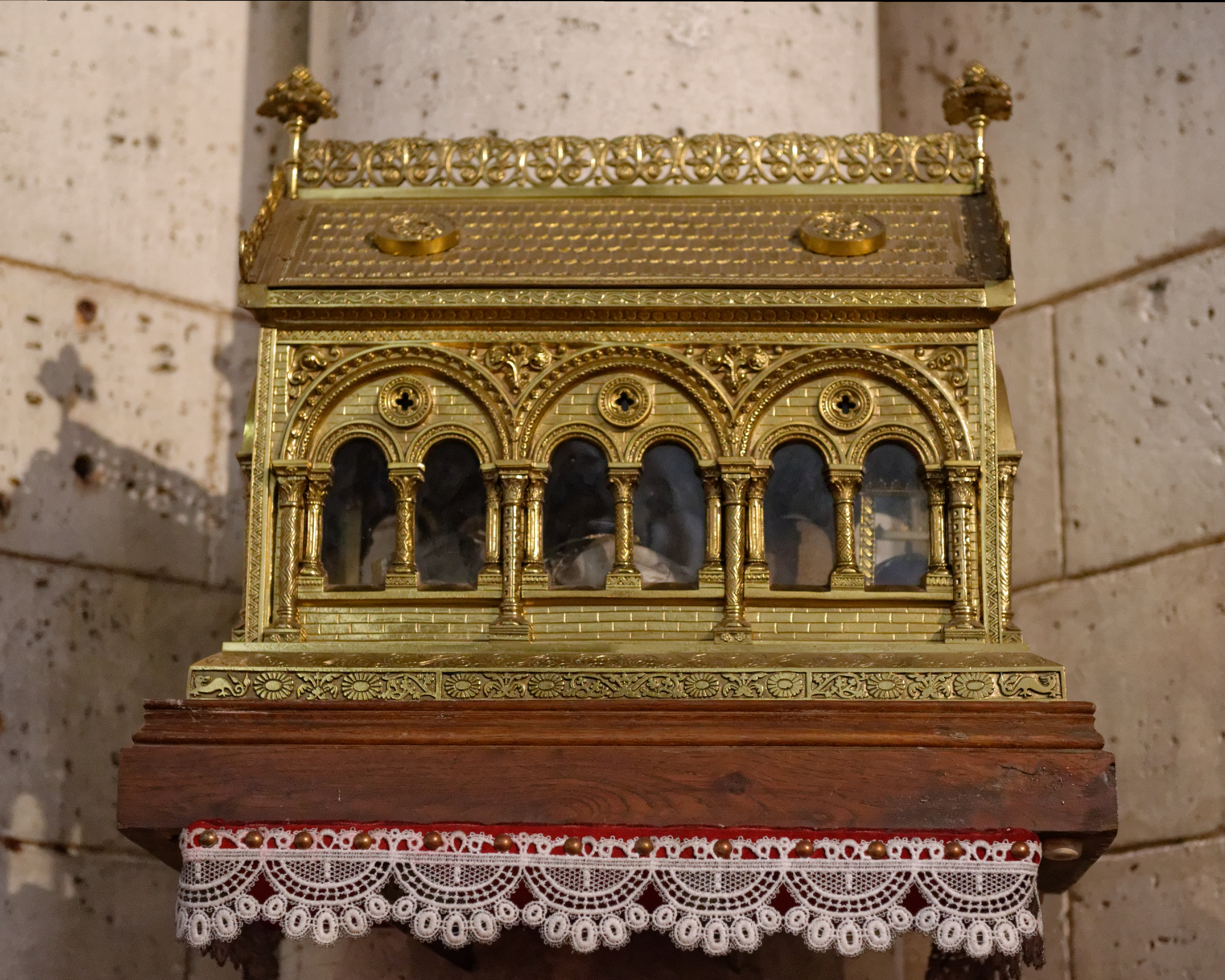
Schrein des hl. Sicarius in der Abteikirche von Brantôme

Sicarius von Brantôme (oder Sicarius von Betlehem) ist ein nur im Südwesten Frankreichs verehrter Kinderheiliger, dessen Reliquien von Karl dem Großen im Jahr 769 an die von ihm gegründete Abtei von Brantôme gegeben worden sein sollen.

## Legende
Der Evangelist Matthäus berichtet folgendes (Mt 2,1–23 ): Kurz nach Christi Geburt erschienen „Sterndeuter aus dem Osten“ (später als die Heiligen Drei Könige bezeichnet) am Hofe des Herodes und fragten nach dem „neugeborenen König der Juden“. Dieser befragte daraufhin seine Hohepriester und Schriftgelehrten, die ihm die Stadt Betlehem nannten. Herodes schickte daraufhin die Sterndeuter nach Betlehem, um Einzelheiten in Erfahrung zu bringen und ihm mitzuteilen. Diese fanden zwar die Geburtsstätte Christi und brachten ihm Gold, Weihrauch und Myrrhe dar, doch kehrten sie auf einem anderen Weg in ihre Heimat zurück. Josef floh bald darauf mit Maria und dem Jesuskind nach Ägypten (Flucht nach Ägypten) und Herodes ließ in Betlehem und Umgebung alle Knaben unter zwei Jahren töten (Bethlehemitischer Kindermord). Der Mord an den namentlich nicht bekannten Kindern blieb im Volksgedächtnis haften und so wurden diese als frühe Märtyrer angesehen.
Angeblich soll Helena, die Mutter des Kaisers Konstantin, im Jahr 328 einen Teil der Reliquien aus dem Heiligen Land geholt haben; sie gelangten nach Rom und Konstantinopel. Karl der Große sei Jahrhunderte später in deren Besitz gelangt und habe die sterblichen Überreste von Sicarius an die Abtei von Brantôme übergeben.

## Verehrung
Sicarius selbst wird nur in Brantôme und Umgebung verehrt; seine Reliquien ruhen in einem Schrein. Das „Fest der Unschuldigen Kinder“ ist ungefähr seit dem Jahr 500 bekannt.

## Darstellung
Mittelalterliche Darstellungen des Sicarius sind nicht bekannt; die wenigen neuzeitlichen Darstellungen zeigen ihn als totes Kind.